# Asplenium trigonopterum
Asplenium trigonopterum är en svartbräkenväxtart som beskrevs av Kze. Asplenium trigonopterum ingår i släktet Asplenium och familjen Aspleniaceae. Inga underarter finns listade.